# 工藤篁
工藤 篁（くどう たかむら、1913年5月27日 - 1974年12月11日）は、日本の中国語・文学者、東京大学名誉教授。
台湾台北州宜蘭市で小島義夫の子として生まれ、台湾総督府官吏の工藤清の養子となる。1932年台北高等学校卒、1936年東京帝国大学文学部支那哲学支那文学科卒業。在学中より竹内好らの中国文学研究会に入る。1939年東京商科大学予科講師、1940年教授。1949年一橋大学助教授、1950年3月東京大学教養学部中国語助教授、1963年教授、1974年3月定年退官、名誉教授、同年12月に死去。
1950、60年代の数少ない東大教養課程中国語教員として、多くの学生を現代中国研究者へと導いた。

## 著書
- 中学生の国語事典 阿部秋生共編 紀元社出版 1951
- 中国語を学ぶ人へ 創業の詩 一水社 1975

## 参考
- 「中国語を学ぶ人へ」附録年譜